# Barwon (rivière du Victoria)
Pour les articles homonymes, voir Barwon.
La Barwon est une rivière du Victoria en Australie qui prend sa source dans la chaine Otway, traverse Winchelsea et Geelong, où elle est rejointe par le Moorabool River et se jette dans le détroit de Bass à Barwon Heads après avoir traversé le lac Connewarre sur la péninsule Bellarine.
La rivière est enjambée par un certain nombre de ponts à Geelong. On notera en particulier l'inhabituel pont à treillis à voie unique de Newtown, Geelong. La retenue d'eau à l'Est de Geelong a été construit par Foster Fyans pour alimenter la ville en eau potable.
L'eau de la rivière est utilisée pour l'agriculture et l'industrie. La rivière est un endroit idéal de loisirs pour les habitants de Geelong, avec des espaces verts, tels que le refuge Balyang le long des berges et sert de plan d'eau pour le ski nautique et l'aviron surtout au niveau de son embouchure.